# Plumas Lake (Kalifornija)
Plumas Lake je naseljeno područje za statističke svrhe u američkoj saveznoj državi Kalifornija. Prema popisu stanovništva iz 2010. u njemu je živjelo 5.853 stanovnika.